# Катастрофа Boeing 737 під Колорадо-Спрінгс
Катастрофа Boeing 737 під Колорадо-Спрінгс — авіаційна катастрофа, що сталася у неділю 3 березня 1991 року. Пасажирський авіалайнер Boeing 737-291 американської авіакомпанії United Airlines здійснював рейс UA585 за маршрутом Пеорія — Молін (Іллінойс) — Денвер — Колорадо-Спрінгс, але при заході на посадку в аеропорту Колорадо-Спрінгс раптово перекинувся праворуч і звалився на землю. Загинули всі 25 людей, що перебували на його борту, — 20 пасажирів і 5 членів екіпажу; також отримала поранення 1 особа на землі.